# Liste der Bodendenkmäler in Bichl
Auf dieser Seite sind die Bodendenkmäler in der oberbayerischen Gemeinde Bichl zusammengestellt. Diese Tabelle ist eine Teilliste der Liste der Bodendenkmäler in Bayern. Grundlage ist die Bayerische Denkmalliste, die auf Basis des Bayerischen Denkmalschutzgesetzes vom 1. Oktober 1973 erstmals erstellt wurde und seither durch das Bayerische Landesamt für Denkmalpflege geführt wird. Die folgenden Angaben ersetzen nicht die rechtsverbindliche Auskunft der Denkmalschutzbehörde.

## Bodendenkmäler der Gemeinde Bichl

### Bodendenkmäler im Ortsteil Bichl
| Lage                      | Objekt | Akten-Nr.     | Bild           |
| ------------------------- | --- | ------------- | -------------- |
| Bichl Am Bühel (Standort) | Pfarrkirche St. Georg Untertägige mittelalterliche und frühneuzeitliche Befunde im Bereich der Katholischen Pfarrkirche St. Georg in Bichl und ihrer Vorgängerbauten. | D-1-8234-0033 | weitere Bilder |